# Les Agulles (Montserrat)
Les Agulles es troba a Montserrat (Catalunya), la qual és una de les seues regions més espectaculars i una part essencial del seu paisatge.

## Descripció
Aquesta regió té el perfil més serrat de la muntanya, gràcies a una gran concentració de monòlits de conglomerat de forma cilíndrica i cim arrodonit. Per la seua personalitat destaquen, entre d'altres, la Roca Gran de la Portella, la Saca Gran, Les Bessones, La Mà i La Bola de la Partió. En la darrera agulla, el desgast erosiu ha originat una gran bola de conglomerat que, vista de lluny, sembla que faci equilibris sobre un pedestal. Aquesta excursió segueix una ruta pintoresca i poc freqüentada, que permet conèixer Les Agulles des de dins. Passant per sobre del Refugi Vicenç Barbé (890 m), seguirem el cim de la carena enllaçant els colls de la Portella i el Portell Estret. El camí serpenteja pel laberint de canals i replans que omplen els reduïts espais entre agulla i agulla, pujant i baixant constantment com una muntanya russa.

## Accés

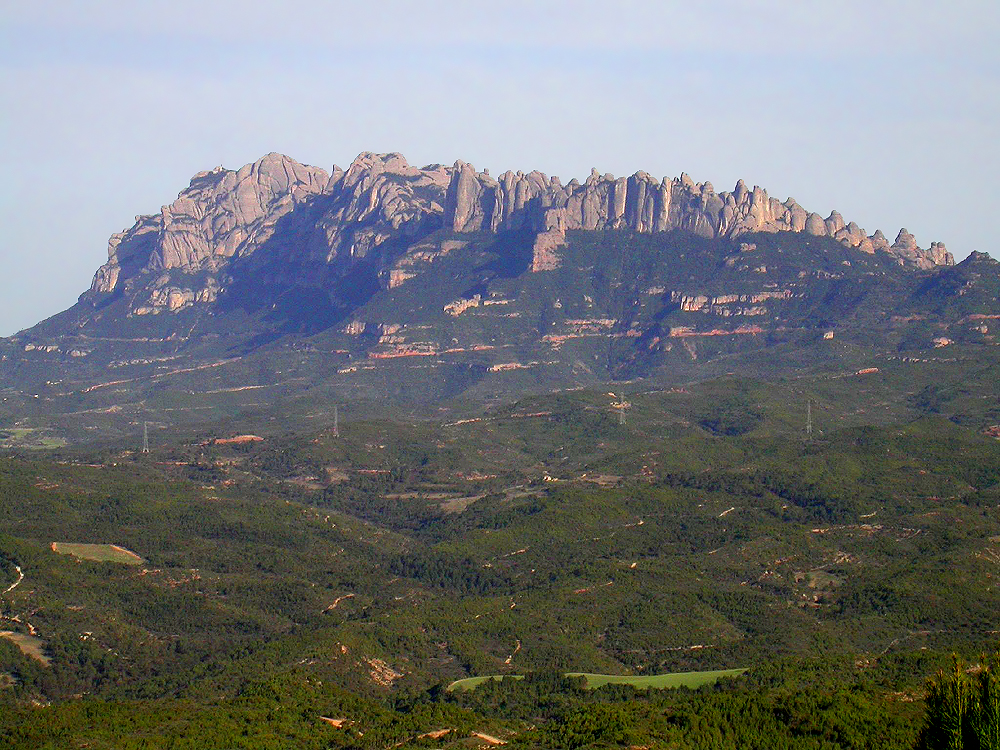
El massís de Montserrat des del Bages amb les regions dels Frares Encantats i Les Agulles situades a la dreta

Cal deixar el cotxe al Coll de Can Maçana (716 m) i pujar al pas de la Portella. Pugem en direcció nord per un pendent costerut fins a superar una canal molt curta i fàcil que acaba en un replà. Seguim avançant per camí poc marcat fins al peu de l'agulla del Sol Ponent i, després d'una baixada, entrem a l'alzinar. Sobtadament, el camí s'acaba al peu d'una paret força vertical que hem de superar amb l'ajuda de dues cordes fixes. El sender segueix per terreny força vertical i anem grimpant sobre conglomerat i arrels de savina fins a arribar al replà dels Merlets, on podrem gaudir d'una vista panoràmica de Les Agulles. Tornem a entrar a l'alzinar per fer-nos un tip d'anar amunt i avall, evitant agafar els camins que baixen fins al refugi. Passarem per tres llocs característics: una canal estreta i costeruda, que farem de baixada; un ressalt curt però vertical, que superarem amb l'ajuda d'arrels, i un collet molt estret entre les agulles de la Petitona i la Triroca. Després del collet, el camí baixa fins al Portell Estret (1.008 m), on girem a la dreta per a baixar per la canal Ampla. La sendera desemboca al camí del Pas del Príncep, que agafarem a la dreta per anar fins al refugi. Passat el refugi, seguim recte avall en direcció oest fins a arribar al torrent, on el camí fa un tomb a l'esquerra. Arribem a un trencall en què seguim recte per a retornar al pas de la Portella. A partir d'ací, desfem el camí fins a tornar al cotxe.

## Observacions
La sendera no sempre està ben marcada i haurem d'emprar la intuïció per no perdre el fil de la carena.